# 코파 수다메리카나
코파 수다메리카나(스페인어: Copa Sudamericana, 포르투갈어: Copa Sul-Americana 코파 술아메리카나[*])는 남아메리카의 구단들이 참가하는 축구 대회이다. 남미 축구 연맹(CONMEBOL)에서 주관하며 일반적으로 코파 리베르타도레스보다 한 단계 격이 낮은 대회로 인식된다. 유럽 축구 연맹(UEFA)의 UEFA 챔피언스리그와 UEFA 유로파리그 간의 관계와 비슷하다.
대회 우승 팀은 코파 리베르타도레스 우승 팀과 남미 슈퍼컵인 레코파 수다메리카나를 벌인다. 또한 코파 수다메리카나 우승 팀은 2008년부터 일본에서 열리는 J리그컵 / 코파 수다메리카나 챔피언십에 참가하고 있다. 공식적으로는 2003년부터 2011년까지 대회 스폰서인 닛산 자동차의 이름을 붙여 코파 닛산 수다메리카나(스페인어: Copa Nissan Sudamericana)라고 부르기도 했다.

## 역사
1992년부터 1999년까지 열렸던 코파 CONMEBOL 이후에 남미 북부 6개국(베네수엘라, 콜롬비아, 에콰도르, 페루, 볼리비아)의 클럽들은 코파 메르코노르테에, 남부 4개국(브라질, 아르헨티나, 우루과이, 칠레)의 클럽들은 코파 메르코수르에 나뉘어 참여했다. 그러다가 2002년에 통합된 것이 코파 수다메리카나이다.
2005년 대회부터 2008년 대회까지는 미국 메이저 리그 사커 팀과 멕시코 리그 팀도 참가하였다. 2008년 대회에서 멕시코의 4팀이 CONCACAF 챔피언스리그에 참가하면서 다른 2팀이 대신 참가하고 미국 대신 코스타리카의 사프리사가 참가하기로 되어 있었으나 사프리사가 대회 참가를 포기하면서 온두라스의 모타과가 대신 참가하기로 되었다. 2009년 대회부터 코파 수다메리카나에 북아메리카 대륙의 다른 팀들을 초청하는 것을 중단하였다.

## 대회 방식
대회는 결승전을 제외한 모든 경기가 홈 앤 어웨이 방식으로 펼쳐진다. 대회 참가 팀을 결정하는 방식은 각국 축구 협회의 기준에 따라 조금씩 다르므로, 코파 리베르타도레스 참가 팀이 코파 수다메리카나에 참가하는 경우도 종종 생긴다. 출전 팀의 수는 각 리그에 따라 다르게 배정된다. 2019년부터는 결승전 경기가 특정 도시에서 단판 승부 형식으로 개최된다.

## 트로피
트로피의 이름은 대회 명칭과 마찬가지로 코파 수다메리카나"(Copa Sudamericana) 혹은 간단히 라 수다메리카나"(la Sudamericana)로 불리고 있으며 코파 수다메리카나 우승팀에게 수여된다.

## 후원사
코파 리베르타도레스와 같이 코파 수다메리카나는 여러 다국적 기업들에게 후원을 받고 있다. 2011년까지 단일의 메인 후원사가 명명권을 가지며 대회 명칭에 후원사의 이름을 붙였는데 첫 메인 후원사는 닛산 자동차가 2003년에 남미 축구 연맹과 8년 계약을 맺었었다.
이 대회에 투자하는 제2의 후원사들도 많이 있는데 이러한 후원사들은 대개 남미 국가에 기반을 둔 회사들이었지만 점차 다른 대륙의 회사들로 넓혀져 갔다. 미국의 대표적 기업인 나이키는 다른 모든 남미 축구 연맹의 공식 경기에 공인구를 공급하고 있으며, 멕시코의 통신 회사 텔멕스 브랜드인 엠브라텔은 대회의 유일한 통신 업체이기도 하다.
또한 각각의 클럽들은 유니폼에 붙여있는 후원사들이 수다메리카나의 후원사와 상충되는 경우에도 그대로 입고 출전할 수 있다.

## 상금
코파 수다메리카나에 진출하는 클럽들은 40만 달러를 받는다. 
이후 각 클럽들은 홈 경기때마다 9만 달러를 받는데, 이러한 상금은 TV 중계권료와 경기장 광고 수익으로 충당한다. 게다가 우승팀에게는 남미 축구 연맹이 500만 달러를 지급하고 있다.

## 역대 성적

### 결승전 결과
| 연도 | 결승전                 | 결승전                                                  | 결승전              |
| 연도 | 우승                   | 스코어                                                  | 준우승              |
| ---- | ---------------------- | ------------------------------------------------------- | ------------------- |
| 2002 | 산로렌소               | 4 - 0 / 0 - 0 종합 전적 4 - 0                           | 아틀레티코 나시오날 |
| 2003 | 시엔시아노             | 3 - 3 / 1 - 0 종합 전적 4 - 3                           | 리버 플레이트       |
| 2004 | 보카 주니어스          | 0 - 1 / 2 - 0 종합 전적 2 - 1                           | 볼리바르            |
| 2005 | 보카 주니어스          | 1 - 1 / 1 - 1 종합 전적 2 - 2 (승부차기 4 - 3)          | UNAM                |
| 2006 | 파추카                 | 1 - 1 / 2 - 1 종합 전적 3 - 2                           | 콜로-콜로           |
| 2007 | 아르세날               | 3 - 2 / 1 - 2 종합 전적 4 - 4                           | 아메리카            |
| 2008 | 인테르나시오나우       | 1 - 0 / 1 - 1 (연장전) 종합 전적 2 - 1                  | 에스투디안테스      |
| 2009 | LDU 키토               | 5 - 1 / 0 - 3 종합 전적 5 - 4                           | 플루미넨시          |
| 2010 | 인데펜디엔테           | 0 - 2 / 3 - 1 (연장전) 종합 전적 3 - 3 (승부차기 5 - 3) | 고이아스            |
| 2011 | 우니베르시다드 데 칠레 | 1 - 0 / 3 - 0 종합 전적 4 - 0                           | LDU 키토            |
| 2012 | 상파울루               | 0 - 0 / 2 - 0 종합 전적 2 - 0                           | 티그레              |
| 2013 | 라누스                 | 1 - 1 / 2 - 0 종합 전적 3 - 1                           | 폰치 프레타         |
| 2014 | 리버 플레이트          | 1 - 1 / 2 - 0 종합 전적 3 - 1                           | 아틀레티코 나시오날 |
| 2015 | 산타페                 | 0 - 0 / 0 - 0 (연장전) 종합 전적 0 - 0 (승부차기 3 - 1) | 우라칸              |
| 2016 | 샤페코엔시             | 부전승                                                  | 아틀레티코 나시오날 |
| 2017 | 인데펜디엔테           | 2 - 1 / 1 - 1 종합 전적 3 - 2                           | 플라멩구            |
| 2018 | 아틀레치쿠 파라나엔시  | 1 - 1 / 1 - 1 (연장전) 종합 전적 2 - 2 (승부차기 4 - 3) | 후니오르            |
| 2019 | 인데펜디엔테 델 바예   | 3 - 1                                                   | 콜론                |
| 2020 | 데펜사 이 후스티시아   | 3 - 0                                                   | 라누스              |
| 2021 | 아틀레치쿠 파라나엔시  | 1 - 0                                                   | 레드불 브라간치누   |
| 2022 | 인데펜디엔테 델 바예   | 2 - 0                                                   | 상파울루 FC         |
| 2023 | LDU 키토               | 1 - 1 (4-3 승)                                          | 포르탈레자          |

각주
1. ↑  원정 다득점 원칙에 따라 아르세날이 우승을 차지했다.
2. ↑  아틀레티코 나시오날이 라미아 항공 2933편 추락 사고로 인하여 사망한 샤페코엔시 선수단에 대한 추모의 표시로 기권하면서 결승전은 취소되었다. 남미 축구 연맹(CONMEBOL)은 2016년 12월 5일에 샤페코엔시의 우승을 공식 선언했다.

## 통계

### 클럽별 우승 횟수
| 클럽                   | 우승 | 준우승 | 우승 시즌  | 준우승 시즌      |
| ---------------------- | ---- | ------ | ---------- | ---------------- |
| LDU 키토               | 2    | 1      | 2009, 2023 | 2011             |
| 보카 주니어스          | 2    | 0      | 2004, 2005 | —                |
| 인데펜디엔테           | 2    | 0      | 2010, 2017 | —                |
| 아틀레치쿠 파라나엔시  | 2    | 0      | 2018, 2021 | —                |
| 인데펜디엔테 델 바예   | 2    | 0      | 2019, 2022 | —                |
| 라누스                 | 1    | 1      | 2013       | 2020             |
| 리버 플레이트          | 1    | 1      | 2014       | 2003             |
| 산로렌소               | 1    | 0      | 2002       | —                |
| 시엔시아노             | 1    | 0      | 2003       | —                |
| 파추카                 | 1    | 0      | 2006       | —                |
| 아르세날 데 사란디     | 1    | 0      | 2007       | —                |
| 인테르나시오나우       | 1    | 0      | 2008       | —                |
| 우니베르시다드 데 칠레 | 1    | 0      | 2011       | —                |
| 상파울루               | 1    | 0      | 2012       | —                |
| 산타페                 | 1    | 0      | 2015       | —                |
| 샤페코엔시             | 1    | 0      | 2016       | —                |
| 데펜사 이 후스티시아   | 1    | 0      | 2020       | —                |
| 아틀레티코 나시오날    | 0    | 3      | —          | 2002, 2014, 2016 |
| 볼리바르               | 0    | 1      | —          | 2004             |
| UNAM                   | 0    | 1      | —          | 2005             |
| 콜로-콜로              | 0    | 1      | —          | 2006             |
| 아메리카               | 0    | 1      | —          | 2007             |
| 에스투디안테스         | 0    | 1      | —          | 2008             |
| 플루미넨시             | 0    | 1      | —          | 2009             |
| 고이아스               | 0    | 1      | —          | 2010             |
| 티그레                 | 0    | 1      | —          | 2012             |
| 폰치 프레타            | 0    | 1      | —          | 2013             |
| 우라칸                 | 0    | 1      | —          | 2015             |
| 플라멩구               | 0    | 1      | —          | 2017             |
| 후니오르               | 0    | 1      | —          | 2018             |
| 콜론                   | 0    | 1      | —          | 2019             |
| 레드불 브라간치누      | 0    | 1      | —          | 2021             |
| 포르탈레자             | 0    | 1      | —          | 2023             |

### 국가별 우승 횟수
| 국가       | 우승 횟수 | 준우승 횟수 |
| ---------- | --------- | ----------- |
| 아르헨티나 | 9         | 6           |
| 브라질     | 5         | 7           |
| 에콰도르   | 4         | 1           |
| 콜롬비아   | 1         | 4           |
| 멕시코     | 1         | 2           |
| 칠레       | 1         | 1           |
| 페루       | 1         | 0           |
| 볼리비아   | 0         | 1           |

## 같이 보기
- 코파 리베르타도레스
- 레코파 수다메리카나
- UEFA 유로파리그
- AFC컵
- CAF 컨페더레이션컵